# Lambrusco

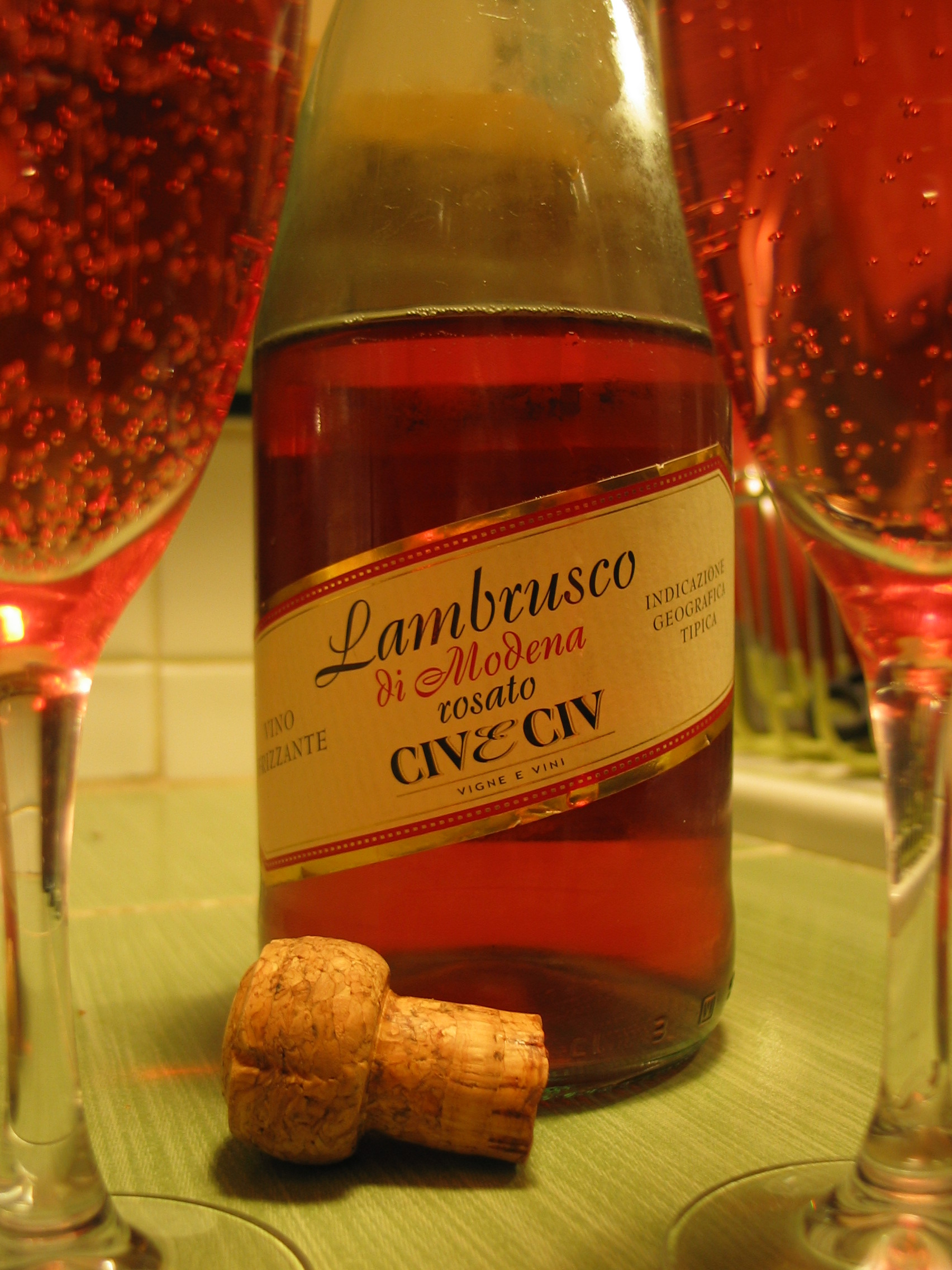
Lambrusco

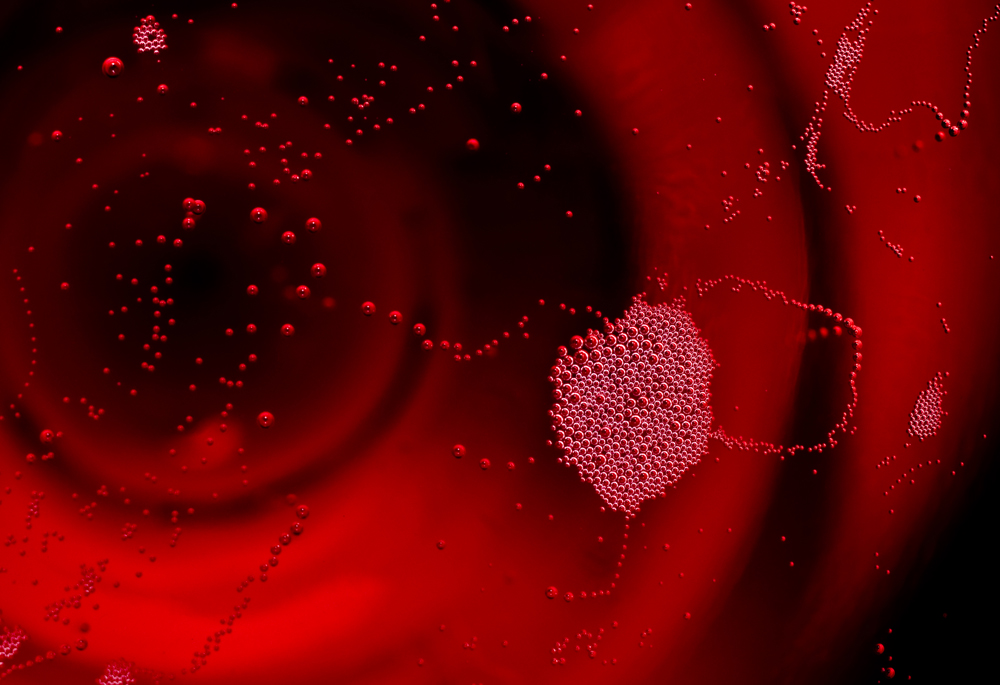
Bąbelki w winie apelacji Lambrusco Grasparossa

Lambrusco – włoskie wino produkowane z odmian winorośli właściwej z grupy 'Lambrusco'. Wina lambrusco są kojarzone z lekko musującymi (frizzante) czerwonymi winami z północy Włoch, choć ich gama jest znacznie szersza. Nazwa podlega chronionemu oznaczeniu geograficznemu i może być stosowana tylko przez winiarzy z Emilii-Romanii oraz z części Lombardii, przez co od 2013 winiarze z regionu Veneto i Piemontu utracili możliwość sprzedawania swoich win pod tą nazwą. Najpopularniejsze wino sprowadzane z Włoch w Stanach Zjednoczonych.

## Kontrowersje dotyczące nazwy
Niektórzy enolodzy kwestionowali, czy odmiany używane do produkcji lambrusco są rzeczywiście odmianami winorośli właściwej (co według norm UE uprawnia do użycia nazwy wino), a wskazywali na możliwe związki z winoroślą lisią (łac. vitis labrusca). Słowo lambrusco oznacza po włosku dzikie winogrono. Badania z 2009 i inne ustalenia potwierdzają, że odmiany uprawne lambrusco pochodzą od lokalnych dzikich winorośli. Do wyjątków należy niespokrewniona z pozostałymi z grupy lambrusco odmiana lambrusco di fiorano, która jednak również jest winoroślą właściwą.

## Pochodzenie
W 2008 roku we Włoszech istniało pięć apelacji DOC (Denominazione di Origine Controllata) stworzonych dla win z odmian z grupy lambrusco: największa, Reggiano Lambrusco oraz Lambrusco Grasparossa di Castelvetro, Lambrusco di Sorbara, Lambrusco Salamino di Santa Croce i znajdująca się w Lombardii Lambrusco Mantovano. Istnieją też wina o oznaczonym pochodzeniu klasy IGT: Lambrusco dell'Emilia IGT.

## Wino
Choć tradycyjnie lambrusco jest wytrawnym (secco) czerwonym winem zamykanym naturalnym korkiem, to produkuje się także półsłodkie (amabile) lub słodkie (dolce) odmiany tego wina, a poziom nasycenia dwutlenkiem węgla może wahać się od zerowego poprzez frizzantino, frizzante, semi-spumante do spumante (wina musującego typu prosecco). Wyróżnia się czereśniowym kolorem, stosunkowo niską zawartością alkoholu i charakterystyczną, kolorową pianką. Istnieją warianty różowe, a nawet białe, przeznaczone na eksport.
Lambrusco jest produkowane metodą Charmata, co oznacza, że w przeciwieństwie do szampana końcowa część fermentacji zachodzi w szczelnych kadziach.
Nie jest przeznaczone do starzenia, a raczej do szybkiej konsumpcji.
Lambrusco uchodzi za najbardziej znane wino ze środkowo-wschodnich Włoch, a znacząca część trafia na eksport. Jest najpopularniejszym włoskim winem w Stanach Zjednoczonych.

## Odmiany winorośli
Przepisy w poszczególnych apelacjach różnią się. Wykorzystywane są szczepy z grupy lambrusco (najpopularniejsza lambrusco salamino oraz lambrusco maestri, lambrusco di sorbara, lambrusco marani, lambrusco grasparossa i inne. Mogą im towarzyszyć, w zależności od regionu uprawy, m.in. ancelotta (nadająca winu bardziej intensywny kolor), fortana i malbo gentile.

## Zestawienia kulinarne
Wina lambrusco polecane są m.in. do zupy minestrone, lekkich dań wegetariańskich, np. tortellini, tagliatelle, także z niewielkim udziałem mięsa (lasagne), a słodsze warianty z deserami.